# Danh sách Đại vương công Nga
Dưới đây là danh sách các Đại vương công (tiếng Nga: Великий князь), tước hiệu thường được phong cho các hậu duệ của Hoàng đế Nga bao gồm cả Hoàng nữ và Hoàng tử, và con cái của những Đại vương công vẫn có thể được gọi bằng tước vị này với điều kiện họ là hậu duệ của những Hoàng tử được phong tước hiệu Đại vương công. Các tước hiệu như vậy thường là các tước vị hoàng gia, và người giữ không phải là người có chủ quyền hay cai trị lãnh thổ, mà họ là thành viên hoàng tộc và những người thuộc triều đại của Hoàng đế trị vì.

## Danh sách các Đại vương công Nga (Nhà Romanov)
| Ảnh | Tên                        | Cha                                           | Dưới thời                                                                    | Ghi chú |
| --- | -------------------------- | --------------------------------------------- | ---------------------------------------------------------------------------- | --- |
|     | Pyotr Fyodorovich          | Karl Friedrich, Công tước xứ Holstein-Gottorp | Pyotr I, Yekaterina I, Pyotr II, Anna của Nga, Ivan VI và Yelizaveta của Nga | Sau là Hoàng đế Pyotr III |
|     | Pavel Petrovich            | Pyotr III                                     | Pyotr III và YYekaterina II (Đại đế)                                         | Sau là Hoàng đế Pavel I |
|     | Aleksandr Pavlovich        | Pavel I                                       | YYekaterina II (Đại đế) và Pavel I                                           | Sau là Hoàng đế Aleksandr I |
|     | Konstantin Pavlovich       | Pavel I                                       | Yekaterina II (Đại đế), Pavel I, Aleksandr I, Konstantin I và Nikolai I      | |
|     | Nikolai Pavlovich          | Pavel I                                       | Yekaterina II (Đại đế), Pavel I, Aleksandr I, Konstantin I và Nikolai I      | Sau là Hoàng đế Nikolai I |
|     | Mikhail Pavlovich          | Pavel I                                       | Yekaterina II (Đại đế), Pavel I, Aleksandr I, Konstantin I và Nikolai I      | |
|     | Aleksandr Nikolayevich     | Nikolai I                                     | Konstantin I và Nikolai I                                                    | Sau là Hoàng đế Aleksandr II |
|     | Konstantin Nikolayevich    | Nikolai I                                     | Konstantin I, Nikolai I và Aleksandr II                                      | |
|     | Nikolay Nikolayevich       | Nikolai I                                     | Konstantin I, Nikolai I và Aleksandr II                                      | |
|     | Mikhail Nikolayevich       | Nikolai I                                     | Konstantin I, Nikolai I và Aleksandr II                                      | |
|     | Nikolai Aleksandrovich     | Aleksandr II                                  | Nikolai I và Aleksandr II                                                    | |
|     | Aleksandr Aleksandrovich   | Aleksandr II                                  | Nikolai I và Aleksandr II                                                    | Sau là Hoàng đế Aleksandr III |
|     | Vladimir Aleksandrovich    | Aleksandr II                                  | Nikolai I, Aleksandr II, Aleksandr III và Nikolai II                         | |
|     | Aleksey Aleksandrovich     | Aleksandr II                                  | Nikolai I, Aleksandr II, Aleksandr III và Nikolai II                         | |
|     | Sergey Aleksandrovich      | Aleksandr II                                  | Aleksandr II, Aleksandr III và Nikolai II                                    | |
|     | Pavel Aleksandrovich       | Aleksandr II                                  | Aleksandr II, Aleksandr III và Nikolai II                                    | |
|     | Nikolay Konstantinovich    | Konstantin Nikolayevich                       | Aleksandr II, Aleksandr III và Nikolai II                                    | |
|     | Konstantin Konstantinovich | Konstantin Nikolayevich                       | Aleksandr II, Aleksandr III và Nikolai II                                    | |
|     | Dmitriy Konstantinovich    | Konstantin Nikolayevich                       | Aleksandr II, Aleksandr III và Nikolai II                                    | |
|     | Vyacheslav Konstantinovich | Konstantin Nikolayevich                       | Aleksandr II                                                                 | |
|     | Nikolai Nikolayevich       | Nikolai Nikolayevich                          | Aleksandr II, Aleksandr III và Nikolai II                                    | Mặc dù Nikolai được công nhận là Hoàng đế Nga trong thời gian ngắn nhưng ông không được xếp như một Hoàng đế của Nga (tự xưng và không chính thức) |
|     | Pyotr Nikolayevich         | Nikolai Nikolayevich                          | Aleksandr III và Nikolai II                                                  | |
|     | Nikolay Mikhaylovich       | Mikhail Nikolayevich                          | Aleksandr II, Aleksandr III và Nikolai II                                    | |
|     | Mikhail Mikhaylovich       | Mikhail Nikolayevich                          | Aleksandr II, Aleksandr III và Nikolai II                                    | |
|     | Georgy Mikhaylovich        | Mikhail Nikolayevich                          | Aleksandr II, Aleksandr III và Nikolai II                                    | |
|     | Aleksandr Mikhaylovich     | Mikhail Nikolayevich                          | Aleksandr II, Aleksandr III và Nikolai II                                    | |
|     | Sergey Mikhaylovich        | Mikhail Nikolayevich                          | Aleksandr II, Aleksandr III và Nikolai II                                    | |
|     | Aleksey Mikhaylovich       | Mikhail Nikolayevich                          | Aleksandr II, Aleksandr III và Nikolai II                                    | |
|     | Nikolai Aleksandrovich     | Aleksandr III                                 | Aleksandr II và Aleksandr III                                                | Sau là Nikolai II, Hoàng đế cuối cùng của Nga |
|     | Aleksandr Aleksandrovich   | Aleksandr III                                 | Aleksandr II và Aleksandr III                                                | |
|     | Georgy Aleksandrovich      | Aleksandr III                                 | Aleksandr II và Aleksandr III                                                | |
|     | Mikhail Aleksandrovich     | Aleksandr III                                 | Aleksandr II và Aleksandr III                                                | Sau khi Vương triều Romanov sụp đổ, Mikhail là người đầu tiên tự xưng trở thành Hoàng đế của Nga (không được công nhận). |
|     | Aleksandr Vladimirovich    | Vladimir Aleksandrovich                       | Aleksandr II                                                                 | |
|     | Kirill Vladimirovich       | Vladimir Aleksandrovich                       | Aleksandr II, Aleksandr III và Nikolai II                                    | Tự xưng trở thành Hoàng đế của Nga (không được công nhận và không chính thức). |
|     | Boris Vladimirovich        | Vladimir Aleksandrovich                       | Aleksandr II, Aleksandr III và Nikolai II                                    | |
|     | Andrey Vladimirovich       | Vladimir Aleksandrovich                       | Aleksandr II, Aleksandr III và Nikolai II                                    | |
|     | Ioann Konstantinovich      | Konstantin Konstantinovich                    | Aleksandr III và Nikolai II                                                  | Sinh ra với tư cách là Đại vương công Nga với Kính ngữ hoàng gia, nhưng khi mới 9 ngày tuổi, tước hiệu bị loại bỏ bởi ukase của Sa hoàng Aleksandr III, vì ukase sửa đổi luật của Vương tộc bằng cách giới hạn tước hiệu Đại vương công cho cháu trai của hoàng đế đang trị vì. Do đó Ioann nhận được danh hiệu Hoàng tử của Dòng máu Hoàng gia (Knyaz của Nga) với kính ngữ Điện hạ |
|     | Dmitriy Pavlovich          | Pavel Aleksandrovich                          | Aleksandr III và Nikolai II                                                  | |
|     | Aleksey Nikolayevich       | Nikolai II                                    | Nikolai II                                                                   | Thái tử cuối cùng của Nga |